# Біловодське (Україна)
Біловодське —  селище в Україні,в Сумській області, Роменському районі. Населення становить 59 осіб. Входить до складу Роменської міської громади. До 2020 орган місцевого самоврядування - Бобрицька сільська рада.

## Географія
Селище Біловодське розташоване на лівому березі річки Бобрик, яка через 1.5 км впадає в річку Сула, вище за течією на відстані 2 км розташоване село Марківське, нижче за течією на відстані 1.5 км - село Біловод, на протилежному березі - село Бобрик.
Поруч пролягає автомобільний шлях Т 1907 і залізниця, станція Біловоди.

## Історія
Селище постраждало внаслідок геноциду українського народу, проведеного урядом СРСР 1923-1933 та 1946-1947 роках.
12 червня 2020 року, відповідно до розпорядження Кабінету Міністрів України № 723-р «Про визначення адміністративних центрів та затвердження територій територіальних громад Сумської області», селище увійшло до складу Роменської міської громади.
19 липня 2020 року, в результаті адміністративно-територіальної реформи та ліквідації Роменського району(1930—2020), увійшло до складу новоутвореного Роменського району.

## Населення

### Мова
Розподіл населення за рідною мовою за даними :
| Мова       | Кількість | Відсоток |
| ---------- | --------- | -------- |
| українська | 57        | 96.61%   |
| російська  | 2         | 3.39%    |
| Усього     | 59        | 100%     |